# The Awakening (Doctor Who)
The Awakening (El despertar) es el segundo serial de la 21ª temporada de la serie británica de ciencia ficción Doctor Who, emitido originalmente en dos episodios en días consecutivos, el 19 y 20 de enero de 1984.

## Argumento
El 13 de julio de 1643, dos fuerzas llegan al pueblo de Little Hodcombe durante la Revolución Inglesa y se destruyen la una a la otra. Al comenzar la historia, un grupo de parlamentarios van a caballo al pueblo de Little Hodcombe, sin importarles los lugareños de la zona. El problema es que no es 1643, sino 1984. Una profesora, Jane Hampden, está convencida de que sus vecinos han llevado su recreación de los juegos de guerra demasiado lejos. Hutchinson intenta asegurarla que los juegos son un evento inofensivos, que simplemente se hacen para conmemorar la Guerra Civil Inglesa. Cuando Hampden le pide que detenga los juegos, Hutchinson la ignora.
Dentro de la TARDIS, el Doctor le promete a Tegan llevarla a 1984 para que pueda pasar algo de tiempo con su abuelo, Andrew Verney. El Doctor dirige las coordenadas a Little Hodcombe, donde Verney reside. Sin embargo, la TARDIS experimenta algunas turbulencias y llega en lo que parece ser una iglesia de estructura inestable. El Doctor, Tegan y Turlough, mientras observan el escáner, ven un hombre con ropa del siglo XVII huyendo de la iglesia, y el Doctor sale corriendo a ayudarle. Sin embargo, el hombre se desvanece. Tegan está convencida de que han aterrizado en la zona temporal incorrecta. Sin embargo, Turlough le dice que ha chequeado las coordenadas de la TARDIS y están en 1984. Mientras el Doctor y sus acompañantes siguen buscando al hombre, empieza a salir humo de una grieta en la pared.
Al final, los tres viajeros son capturados por el capitán Joseph Willow, que les lleva hasta Sir George Hutchinson. El Doctor y sus acompañantes pasan primero ante Hampden y el coronel Ben Woolsey, que se disculpa por el maltrato que han recibido. Hutchinson llega y explica al Doctor que el pueblo está celebrando el aniversario de la batalla de Little Hodcombe y después le anima a unirse a las celebraciones. Tegan les dice que ha ido al pueblo a ver a su abuelo, Andrew Verney, y le informan de que ha desaparecido, y Tegan sale corriendo desolada. El Doctor la sigue pero la pierde. Tegan, aún muy nerviosa, está llorando cuando alguien le roba el bolso. Intentando recuperarlo, llega hasta un granero donde encuentra el fantasma de un hombre anciano...

### Continuidad
No se da ninguna explicación a la ausencia de Kamelion en esta historia. El Doctor menciona a los terileptiles en la mina del planeta Raaga. El editor de guiones Eric Saward lo añadió al guion para crear una referencia a su propia historia, The Visitation (1982). Había planeado escribir otra historia con los terileptiles y quería asegurarse de que la audiencia se acordara de ellos. Pero tal y como fueron las cosas, Saward nunca escribió ese regreso planeado.
Esta fue la primera historia en la que se mostró el vestuario alterado del Quinto Doctor. El abrigo del Doctor es de un color más claro, y el cuello del jersey en forma de uve tiene una franja roja con ribetes negros, a diferencia del antiguo que era rojo, blanco y negro en franjas sólidas sin ribetes. La camisa también se cambió, haciendo el cuello de color verde en lugar de rojo. El Doctor se quitó la ropa antigua en el episodio 2 de la historia anterior, Warriors of the Deep, cuando se disfrazó con el uniforme de un guardia de la Sea Base 4. El Quinto Doctor mantendría este vestuario nuevo el resto de la temporada, salvo durante gran parte de Planet of Fire (1984). El recién regenerado Sexto Doctor también llevaría brevemente ese vestuario durante el primer episodio de su historia debut, The Twin Dilemma (1984).

## Producción
| Episodio          | Fecha de emisión    | Duración | Espectadores en millones | Estado en el archivo  |
| ----------------- | ------------------- | -------- | ------------------------ | --------------------- |
| Episodio 1        | 19 de enero de 1984 | 25:18    | 7,9                      | Cinta original en PAL |
| Episodio 2        | 20 de enero de 1984 | 24:47    | 6,6                      | Cinta original en PAL |
| [ 1 ] [ 2 ] [ 3 ] |                     |          |                          |                       |

Los títulos provisionales de la historia fueron War Game (Juego de guerra) y Poltergeist. Pringle había enviado esta historia a mediados de los setenta al entonces editor de guiones Robert Holme como una historia en cuatro partes titulada War Games. En los ochenta volvió a enviar la historia al editor de guiones Eric Saward. Dándose cuenta de que la historia no tenía suficiente contenido para cuatro episodios, la rebajó a dos, renombrándola a Poltergeist y después a su título final. A John Nathan-Turner le encantó el personaje de Will Chandler y consideró seriamente conservarlo como acompañante. Sin embargo, al final concluyeron que el carácter infantil de Chandler cansaría muy rápidamente y no tenía un claro camino de desarrollo, así que descartó la idea.
La historia incluye gran cantidad de rodaje en exteriores y trabajo en estudio. Se usó dos pueblos para representar Little Hodcombe: Shapwick, en Dorset, y Martin, en Hampshire. Saward quería introducir una secuencia en la TARDIS con Tegan y Kamelion utilizando el robot, y en forma camaleónica interpretado por Peter Davison y Mark Strickson. Sin embargo, se cortó la escena por razones de tiempo. La recuperación de una edición primitiva del episodio uno en video (en los archivos personales de John Nathan-Turner) significó que este elemento, antes creído perdido, se pudo incluir en el DVD del serial. UNa pequeña porción de la escena apareció en el documental Kamelion: Metal Man, incluido en el DVD de The King's Demons.
El master de la cinta de la primera parte se descubrió que tenía algunos daños físicos cuando se estaba montando, y en esa época no se hacían copias de seguridad, con lo que la cinta continuó deteriorándose. Cuando se revisó el master a principios de los noventa, las grietas en la cinta habían empeorado muchísimo desde 1984. Por suerte, se conservaban las secuencias originales en celuloide, y con ellas, la copia montada y la repetición de la segunda parte, en 1997 el Doctor Who Restoration Team pudo hacer una copia restaurada del master, que se usó para la publicación en VHS.
Oficialmente esta fue la última historia de la serie consistente en dos episodios de 25 minutos. Todos los episodios de dos partes posteriores tenían 45 minutos cada uno, incluyendo muchos de la temporada 22 y varias historias de la serie moderna. The Ultimate Foe, el segmento final de The Trial of a Time Lord, se numeró en pantalla como episodios 13 y 14 del segundo título; aún más, compartían el mismo código de producción en la BBC, 7C, con el la historia de cuatro partes anterior, Terror of the Vervoids, a pesar de que son independientes en todo lo demás.
El diseñador de producción, Barry Newbery, había trabajado intermitentemente en Doctor Who desde el primer serial. Tras terminar Awakening, Newbery se prejubiló de la BBC, haciendo esta historia su último trabajo profesional.

## Publicaciones comerciales
The Awakening se publicó en un doble VHS junto con Frontios en marzo de 1997. El DVD se publicó en una compilación titulada Earth Story, junto con The Gunfighters, el 20 de junio de 2011.